# Brother Ali
Ali Newman, bedre kendt under kunstnernavnet Brother Ali (født Jason Newman, 1977 i Minneapolis) er en amerikansk underground hiphop kunstner. Han er oprindeligt fra Madison, Wisconsin, men flyttede som 15-årig til Minneapolis, Minnesota, hvor han blev en del af den lokale hiphop kultur. 
Brother ali er under det selvstændige pladeselskab Rhymesayers Entertainment. 

## Diskografi
Tekst mangler, hjælp os med at skrive teksten

### Albums
- Rites of Passage (2000)
- Shadows on the Sun (2003)
- Champion EP (2004)
- The Undisputed Truth (2007)
- Us (2009)

### Singler
- Room With a View (2003)
- Star Quality (2003)
- Bitchslap (2003)
- Champion (2004)
- Forest Whitiker(2004)
- Truth Is(2007)
- Freedom Ain't Free(2007)
- Original King(2007)
- Uncle Sam Goddamn (2007)
- Life Sentence EP (2007)